# The Old Kit Bag
The Old Kit Bag è un album in studio del cantautore britannico Richard Thompson, pubblicato nel 2003.

## Tracce
1. Gethsemane
2. Jealous Words
3. I'll Tag Along
4. A Love You Can't Survive
5. One Door Opens
6. First Breath
7. She Said It Was Destiny
8. I've Got No Right To Have It All
9. Pearly Jim
10. Word Unspoken, Sight Unseen
11. Outside Of The Inside
12. Happy Days And Auld Lang Syne